# Dicamptus flavoplagiatus
Dicamptus flavoplagiatus är en stekelart som först beskrevs av Joseph Augustine Cushman 1937.  Dicamptus flavoplagiatus ingår i släktet Dicamptus och familjen brokparasitsteklar. Inga underarter finns listade i Catalogue of Life.